# Christus-König-Kirche (Gliwice)

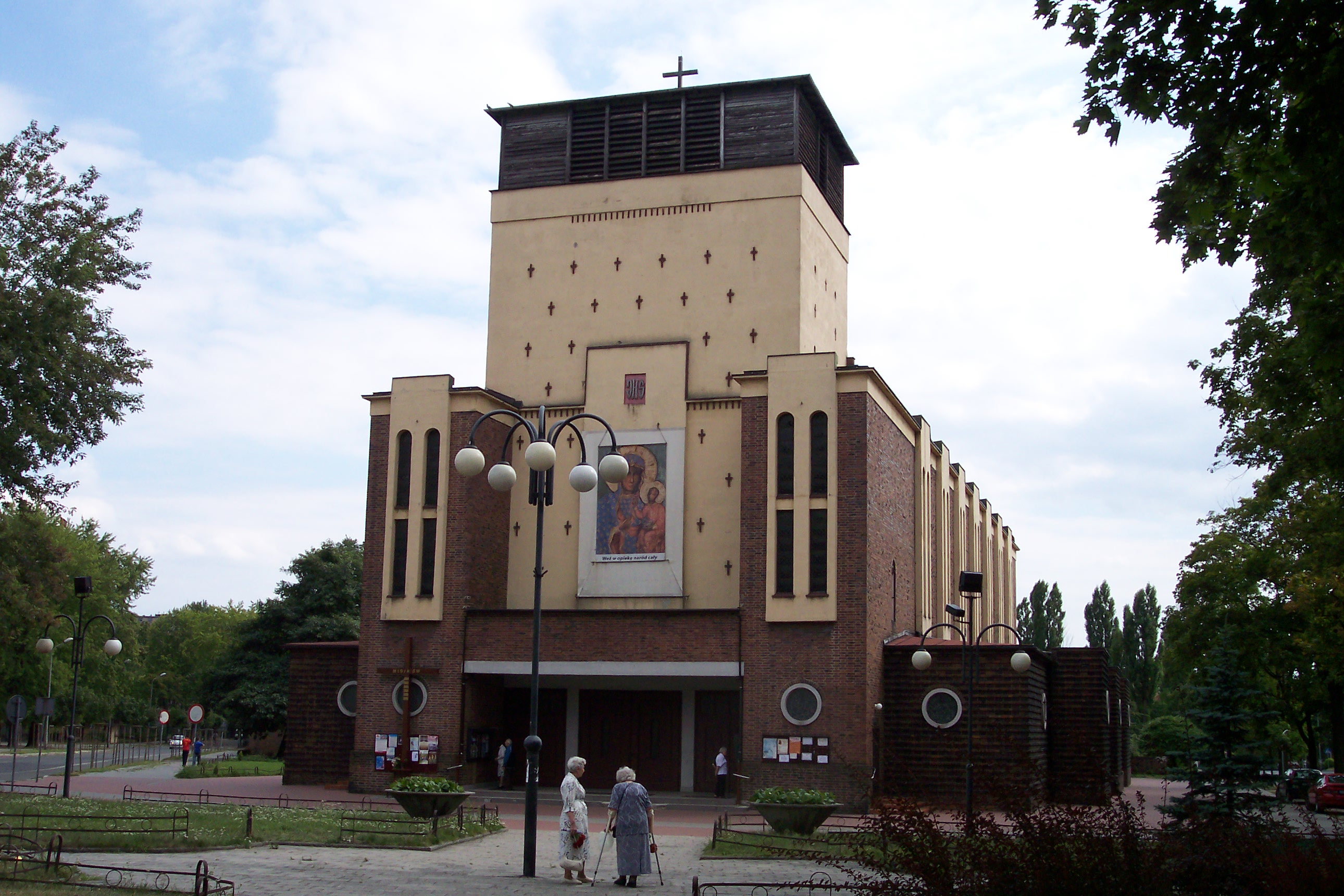
Christus-König-Kirche

Die Christus-König-Kirche (polnisch Kościół Chrystusa Króla) ist eine römisch-katholische Kirche in Gliwice (Gleiwitz).
Die moderne Kirche in Form einer Basilika liegt im Stadtteil Zatorze (Stadtwaldviertel, ehemals Teil von Petersdorf) und wurde nach Plänen des Architekten Karl Mayr (* 1902) erbaut.

## Geschichte
Bereits 1929 legte der Architekt Dominikus Böhm zwei Entwürfe für einen Kirchenneubau vor: einen Zentralbau auf einem elliptischen Grundriss und einen zweiten Entwurf mit kreuzförmigem Grundriss. Letzterer wird mit der 1937–1939 entstandenen Pfarrkirche St. Wolfgang in Regensburg verglichen.
Nachdem die Böhm-Entwürfe von der Erzdiözese Breslau abgelehnt worden waren, wurde schließlich 1934 der Architekt Karl Mayr mit einer neuen Planung beauftragt. Zwischen Abschluss des Projektentwurfs und Genehmigung durch die Diözese vergingen nur zwei Monate; bereits am 2. September 1934 erfolgte die Grundsteinlegung. Nach 15 Monaten Bauzeit, am 3. November 1935, wurde die Kirche durch Kardinal Adolf Bertram aus Breslau geweiht.
1938 wurde die Altarwand von Karl Platzek mit einem monumentalen Christus-König-Fresko mit der Inschrift „Mein Reich ist nicht von dieser Welt“ ausgemalt. Nach 1945 wurden die Fresken wegen der deutschsprachigen Inschrift übermalt.
1973 folgte eine Renovierung der Kirche. Zwischen 1994 und 1995 wurde das Dach der Kirche saniert.

## Orgel
Die große Orgel hat 56 Register auf drei Manualen und Pedal. Die Spiel- und Registertrakturen sind elektro-pneumatisch.
| I. Manualwerk C–a3 |       |
| 1. Praestant       | 16′   |
| 2. Principal       | 8′    |
| 3. Hohlflöte       | 8′    |
| 4. Rohrgedeckt     | 8′    |
| 5. Gemshorn        | 8′    |
| 6. Octave          | 4′    |
| 7. Spillpfeife     | 4′    |
| 8. Quinte          | 2 ⁄3′ |
| 9. Superoctave     | 2′    |
| 10. Scharff II     |       |
| 11. Mixtur IV-VI   |       |
| 12. Trompete       | 16′   |
| 13. Horn           | 8′    |
| 14. Zinke          | 4′    |

| II. Manualwerk C–a3  |       |
| 15. Weitgedeckt      | 8′    |
| 16. Holzflöte        | 8′    |
| 17. Quintade         | 8′    |
| 18. Dolkan           | 8′    |
| 19. Kupfer Principal | 4′    |
| 20. Blockflöte       | 4′    |
| 21. Schwiegel        | 2′    |
| 22. Quintflöte       | 1 ⁄3′ |
| 23. Sesquialtera II  |       |
| 24. Mixtur IV-V      |       |
| 25. Krummhorn        | 8′    |
| 26. Oboe             | 4′    |

| III. Manualwerk C–a3  |       |
| 27. Bordun            | 16′   |
| 28. Flotenprincipal   | 8′    |
| 29. Spitzgambe        | 8′    |
| 30. Gedeckt           | 8′    |
| 31. Salizional        | 8′    |
| 32. Singend Principal | 4′    |
| 33. Querflöte         | 4′    |
| 34. Nasat             | 2 ⁄3′ |
| 35. Principal         | 2′    |
| 36. Waldflöte         | 2′    |
| 37. Quint             | 1 ⁄3′ |
| 38. Cymbel III        |       |
| 39. Mixtur IV-V       |       |
| 40. Dulzian           | 16′   |
| 41. Trompete          | 8′    |
| 42. Schalmei          | 4′    |

| Pedalwerk C–f1       |         |
| 43. Principalbass    | 16′     |
| 44. Subbass          | 16′     |
| 45. Zartbass         | 16′     |
| 46. Quintbass        | 10 2⁄3′ |
| 47. Octavbass        | 8′      |
| 48. Gedecktbass      | 8′      |
| 49. Choralbass       | 4′      |
| 50. Gedackt - Pommer | 4′      |
| 51. Flachflöte       | 2′      |
| 52. Rauschpfeife II  |         |
| 53. Posaune          | 16′     |
| 54. Trompetbass      | 8′      |
| 55. Klarine          | 4′      |
| 56. Singend Kornett  | 2′      |